# Hisham ibn al-Kalbi
Hishām ibn al-Kalbī, ovvero Abū l-Mundhir Hishām b. Muḥammad b. al-Sāʾib al-Kalbī (arabo ﻫﺸﺎﻡ ﺑﻦ ﺍﻟﻜﻠﺒﻲ; Kufa, 737 – 819 o 821), è stato uno storico e un tradizionista arabo.
Il kufano al-Kalbī, della tribù dei Banū Kalb, trascorse buona parte della sua vita a Baghdad. Al pari di suo padre Muḥammad b. al-Sāʾib al-Kalbī, della cui autorevolezza egli molto si avvalse per i suoi lavori, raccolse informazioni di carattere storico (khabar) e tradizionistico (ḥadīth), specializzandosi - non senza qualche volo di fantasia per compiacere qualche potente suo contemporaneo - nelle genealogie (anṣāb) e nella storia araba dell'epoca preislamica.
Secondo Yaqut, che integrò il Fihrist di Ibn al-Nadīm, scrisse 150 opere. Ahmad Zaki fissa il totale a 141. Tra i suoi allievi, diretti o indiretti, si possono ricordare Muḥammad ibn Ḥabīb, Ibn Durayd, Ṭabarī e Abū l-Faraj al-Iṣfahānī.
Di esse sopravvivono il Kitāb al-aṣnām (Il libro degli idoli), fondamentale per la conoscenza della religiosità pagana politeistica preislamica araba e un suo libro sulle genealogie (Jamharat al-nasab, "L'insieme genealogico") che assai spesso viene citato sul Kitāb al-Aghānī (Il libro dei canti) di Abū l-Faraj al-Iṣfahānī.

## Fortune e disgrazie delle opere di Ibn al-Kalbī
Malgrado sia spesso citato in opere giuridiche e storiche, il giudizio talora espresso su di lui non consegue sempre l'apprezzamento che ci si potrebbe aspettare da un prolifico autore che si è occupato di periodi su cui poco o nulla esisteva di scritto al momento in cui egli scriveva.
Diverse le spiegazioni fornite: da chi sottolinea la sua confessata predisposizione a ingraziarsi i potenti (e quindi a falsificare certe informazioni in suo possesso) a chi osserva per contro che non poche sue notizie non sempre appaiono inclini alla piaggeria e alla ricerca del consenso dei suoi contemporanei. Questo è particolarmente evidente nell'informazione da lui data circa il passato pagano del profeta dell'Islam Muḥammad.
In un passaggio infatti del Kitāb al-aṣnām, Ibn al-Kalbī rivela come un giovane Maometto avesse partecipato con lo zio Abū Ṭālib, nel corso d'un loro viaggio d'affari in Yemen al sacrificio di "una pecora dal manto grigiastro" immolata in onore della divinità pagana al-Uzza, venerata particolarmente dai B. Kināna, stirpe cui afferiva la tribù meccana dei Banū Quraysh, cui appartenevano il Profeta e lo zio.
Il processo di "santificazione" del profeta (che peraltro rivendicava in pieno per sé un'umanità a tutto tondo, peccati compresi, tanto più nell'epoca precedente la Rivelazione portatagli da Allah per il tramite dell'angelo Gabriele) non consentiva che si potesse senza conseguenze parlare di un atto di puro paganesimo, malgrado Maometto ammettesse senza alcun problema di essere stato all'epoca logico seguace della religione della sua "gente".

## Opere
- Kitāb al-aṣnām
- Jamharat al-nasab
- Kitāb al-khayl